# 馆陶路
馆陶路是中华人民共和国山东省青岛市市北区的一条南北向道路。道路南起堂邑路、市场一路、莱州路路口，与东阿路、吴淞路、上海路、广东路交汇，西端为恩县路陵县路路口。现该道路两侧部分历史建筑处于山东省文物保护单位青岛馆陶路近代建筑的保护范围内。以馆陶路及两侧建筑为主体的馆陶路历史文化街区现为青岛历史文化名城保护规划确定的13片历史文化街区之一。

## 概况
道路于德占时期的1900年代上半叶始建，包含今堂邑路全路段和恩县路的甘肃路以西段，定名为皇帝街（德語：Kaiserstraße），日本第一次占领时期变更道路起止点，将今馆陶路的上海路以北段改名为叶樱町（日语：〔〕／ Hazakura machi ?），上海路以南段包含今堂邑路全路段改名为所泽町（日语：〔〕／ Tokorozawa machi ?）；1923年北洋政府收回青岛后，道路起止点再次变更，市场一路以北路段改现名，以南为堂邑路。
该道路作为连接大港与旧市区中心的道路，自1910年代初开始已有部分洋行及金融机构迁至此处或在此购地，第一次日占时期时日渐兴盛，至民国时期已有众多日本及欧美企业及金融机构在此建设办公楼或设立办公地点。许多老建筑保存至今，其中9栋于2006年列入山东省文物保护单位青岛馆陶路近代建筑的保护范围。
2008年，市北区政府为招商引资，决定将堂邑路-馆陶路建设为“青岛德国风情街”，并于次年8月组织德国风情周及德国商品展销会。但建设德国风情街的行为招致了诸多争议，2009年5月7日，馆陶路两侧18棵老行道树被砍伐，引发周边居民的不满。除部分老建筑被整修外，其他1970年代至1990年代所建居民楼也被统一整修为“德式风格”。另外许多市民认为馆陶路现存老建筑多为日占时期所建，所谓德国风情街有名无实。

## 周边历史建筑

### 市场一路-上海路段

#### 横滨正金银行青岛分行旧址

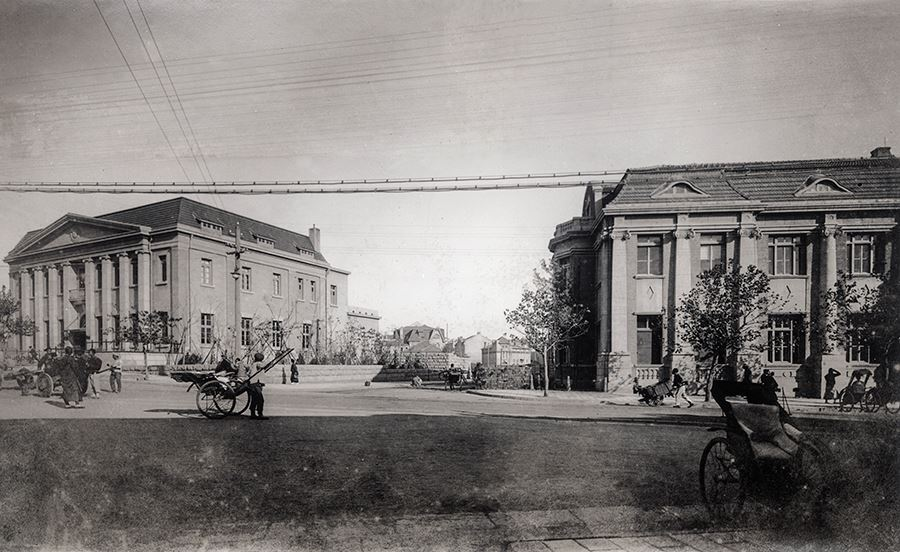
第一次日占时期的馆陶路、堂邑路、市场一路路口，左侧为横滨正金银行，右侧为三井洋行

馆陶路1号位于馆陶路南端、馆陶路市场一路路口东北角，建成于1919年7月，最初为横滨正金银行青岛分行行址，日本建筑师长野宇平治设计，华胜建筑公司施工。1945年后为中国银行青岛分行所接收，1949年后曾先后为青岛市房产局级青岛市商业银行的办公楼。现为青岛银行馆陶路支行所在地，处于山东省文物保护单位青岛馆陶路近代建筑的保护范围内。

#### 铃木洋行青岛分行旧址
馆陶路3号位于馆陶路1号北侧、馆陶路东阿路路口东北角，建于1921年，最初为铃木洋行青岛分行办公楼，曾被部分文献认为是三菱洋行青岛分行旧址。该建筑1945年为国民政府所接收，1946年1月中国纺织建设公司青岛分公司在此建立，1949年后曾先后为青岛市纺织总公司、中信实业银行青岛分行所使用，现为青纺联集团办公楼，处于山东省文物保护单位青岛馆陶路近代建筑的保护范围内。

#### 太古洋行青岛分行旧址

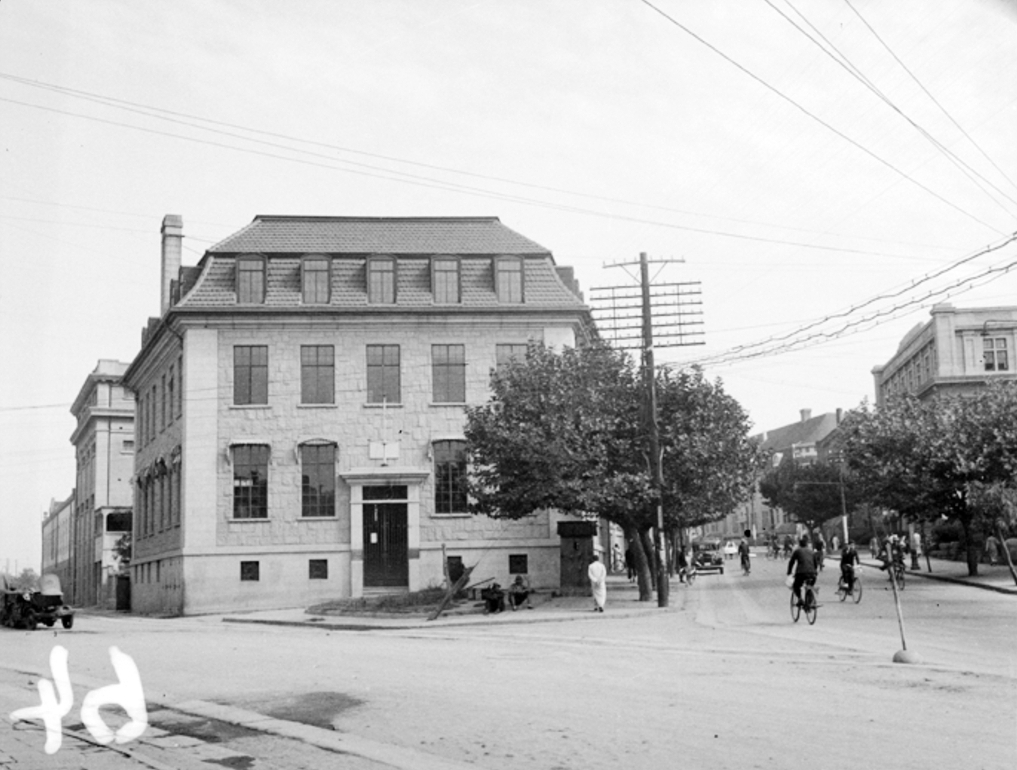
馆陶路莱州路路口及太古洋行，右侧可见铃木洋行大楼，1938年

馆陶路2号位于馆陶路1号对面、馆陶路莱州路路口街角处，建于1936年，最初为太古洋行青岛分行办公楼，设计师为俄国建筑师尤力甫（俄语：Владимир Юрьев，罗马化：Wladimir Yourieff）。设立于1925年的麦加利银行青岛分行可能曾在此办公，因此该建筑被许多文献称为“麦加利银行旧址”。1949年后曾为青岛百货站文化用品公司，现为一家私立医院所使用。2006年列入第二批青岛市历史优秀建筑名单。
馆陶路2号北侧不远处的馆陶路2号乙（同时也是莱州路3号）建于1921年，最初为太古洋行仓库，现为酒店。

#### 山东起业株式会社旧址

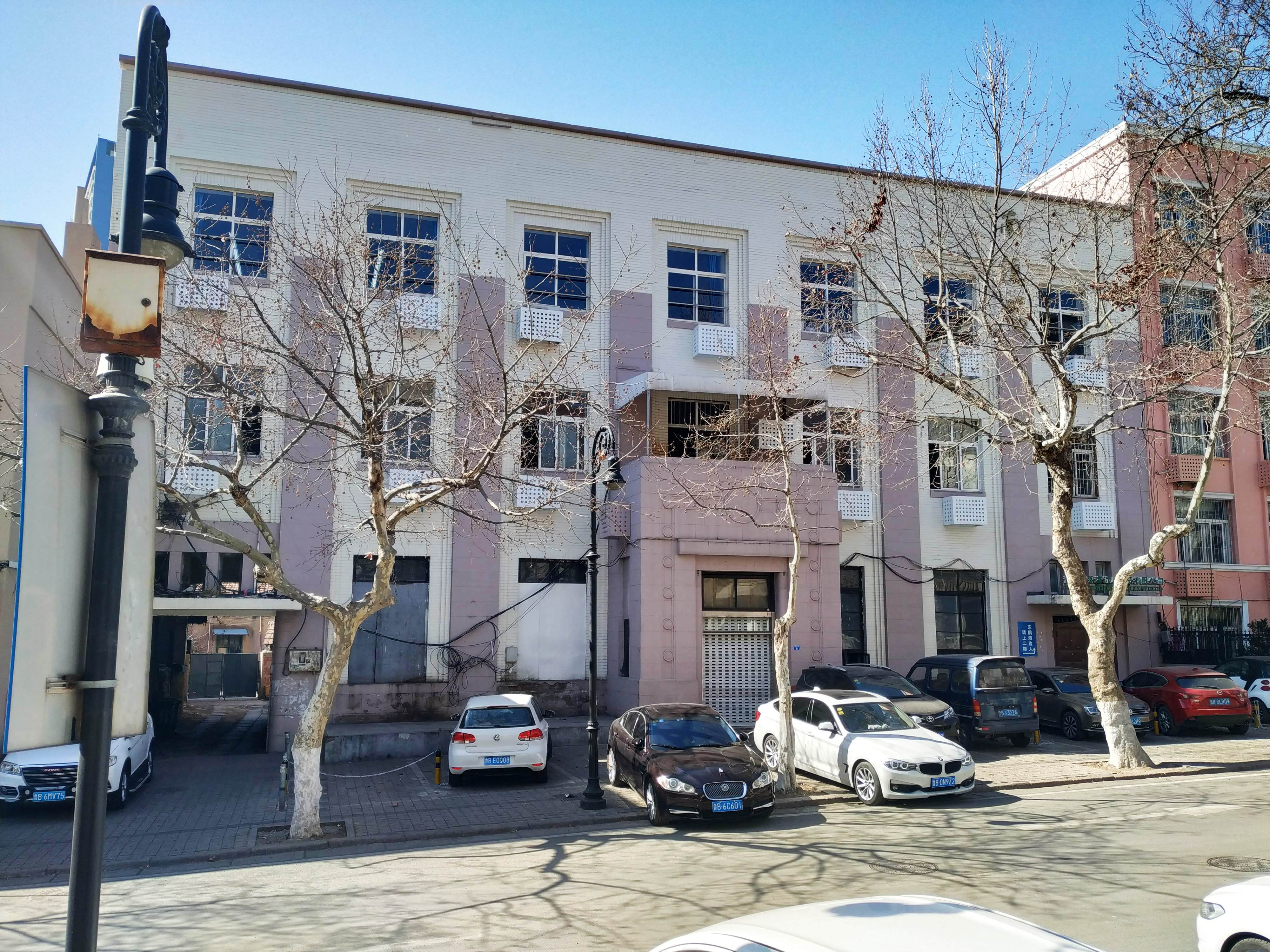
山东起业株式会社旧址，2019年

馆陶路6号位于馆陶路吴淞路路口西北侧，建于1935年，最初为日资地产商山东起业株式会社所属，建筑师长冈平藏设计，建筑三层平顶，钢筋混凝土结构。1949年后曾为青岛市市北区干部职工业余中等专业学校所使用。2000年代曾为多家私人商户所使用，后为青岛外事服务职业学校所使用，2020年拆除。

#### 禅臣洋行青岛分行旧址（汇丰银行青岛分行旧址）
馆陶路5号位于馆陶路6号对面，馆陶路吴淞路路口东北角，建于1913年，最初为德资企业禅臣洋行青岛分行的办公楼，建成后英商汇丰银行青岛分行在此租用房间作为办公地点。1914年日英联军占领青岛后大楼被拍卖给日本商人，汇丰银行仍保留其办公室。1941年太平洋战争爆发后汇丰银行青岛分行停业，1946年复业，1949年再次解散。原馆陶路5号办公楼1949年后曾为军队用房，后曾为中国农业银行市北区办事处，2000年代至今为酒店。2007年1月6日晚曾发生火灾，屋顶大面积烧毁，修复后建筑内部结构改变较大。现处于山东省文物保护单位青岛馆陶路近代建筑的保护范围内。

#### 捷成洋行青岛分行旧址

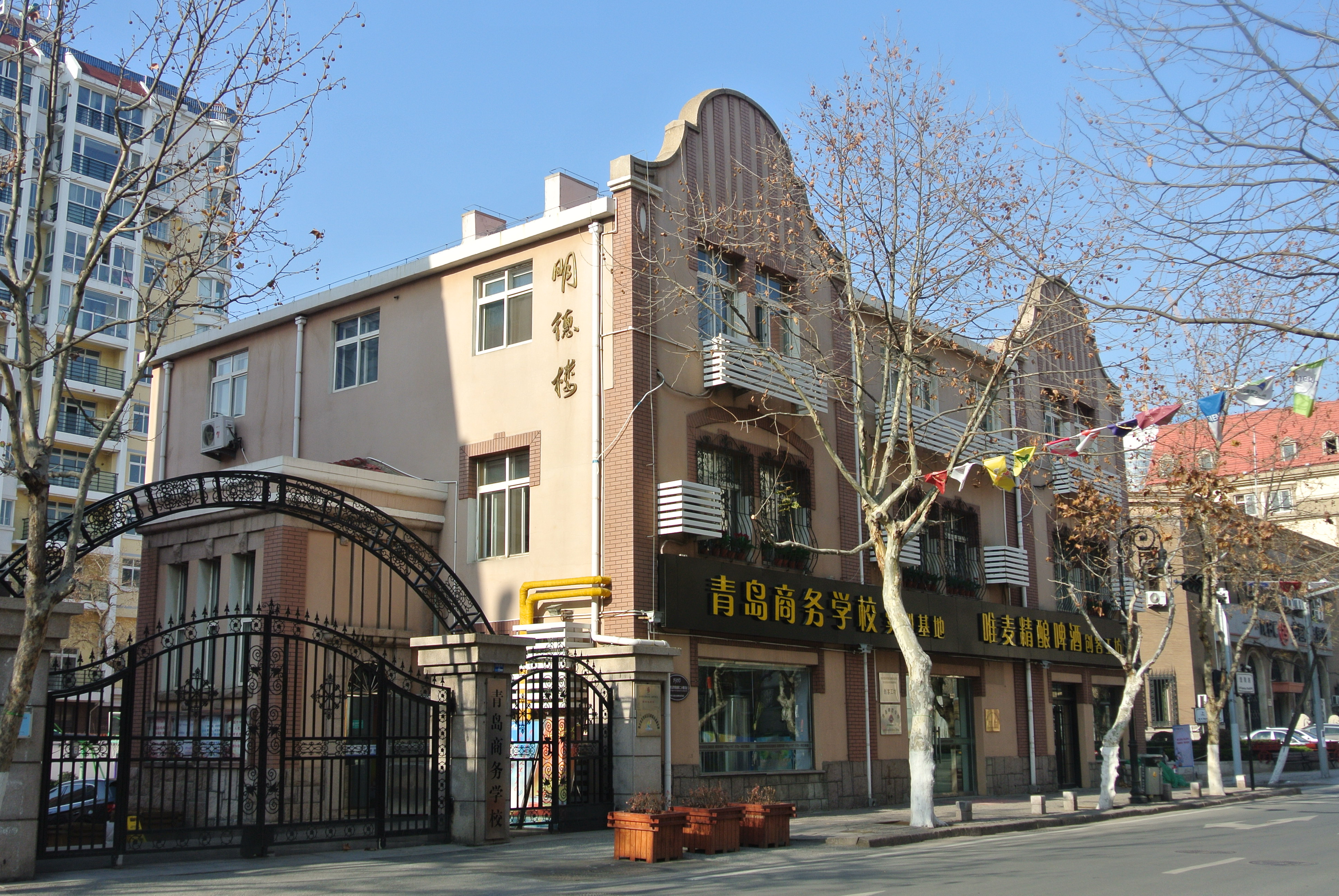
捷成洋行青岛分行旧址，2019年

馆陶路8号现为青岛商務学校校舍，其紧邻馆陶路上海路路口西南角处有一栋老建筑（北侧门牌号为上海路58号），建于1911至1912年间，最初为捷成洋行（Diederichsen, Jebsen & Co.）青岛分行的办公楼。1914年日军占领青岛后，于1915年3月在此设立青岛小学校叶樱町分教室。1917年3月青岛第一小学校新校舍建成后分校撤销。次年，日本人吉利平次郎于1916年4月开办的青岛学院（原名青岛英学塾，后改名为青岛英学院，1917年改名青岛学院）自原校舍（今肥城路11号）迁至此处办学。1921年开设青岛学院商业学校，1925年开设青岛学院实业学校。该楼也曾为青岛市第二区警察署、青岛市公安局第二分局。1934年，青岛学院商业学校迁至台西镇新校舍（今青岛一中址）。1938年，馆陶路原校舍开设青岛纮宇高等女学校。另有其他文献称满铁调查部青岛驻在员事务所曾设于该建筑内。
1945年，青岛学院商业学校、青岛学院实业学校及纮宇高等女校解散。1946年，天主教会在此处设立私立明德中学。次年，鲁东联立临时中学第一分校（又称莱阳流亡中学）迁入明德中学南侧的一栋仓库建筑内（现址位于馆陶路8号院内，紧邻馆陶路6号）。1949年，莱阳流亡中学改名青岛四中，并于1951年在德平路开设分校。1952年，原私立明德中学与青岛四中本部合并为青岛十中，原四中迁往德平路至今。2002年，青岛十中更名为“青岛艺德实验学校”。2008年，艺德实验学校撤销并入青岛外事服务职业学校（青岛十二中），2018年8月，青島市教育局將該址移交給青島商務學校。

### 上海路-广东路段

#### 朝鲜银行青岛分行旧址
馆陶路12号位于馆陶路上海路路口西北角，建于1931-1932年，初为朝鲜银行青岛分行营业场所，设计者为日本建筑师三井幸次郎。该建筑1945年为中央信托局所接管，1947年为中央银行青岛分行所使用。1949年后仍为金融机构所使用。现为中国工商银行市北区办事处所在地。现处于山东省文物保护单位青岛馆陶路近代建筑的保护范围内。2017年7月10日，建筑正门石柱和石制雨棚被使用单位违规拆除，当地文史研究者发现后经媒体曝光，该行及相关人员受到处罚。

#### 齐燕会馆旧址
馆陶路13号建于1925年，最初为山东、河北同乡组织齐燕会馆的所在地，设计者为胶澳商埠局工程事务所的王锡波，因其室内外面积广大，曾为青岛市内的重要公共集会场所。1938年后为日军所占，改为兴亚俱乐部。1949年后曾为海军招待所，现仍为军事管理区，处于山东省文物保护单位青岛馆陶路近代建筑的保护范围内。

#### 馆陶路19号
馆陶路19号位于齐燕会馆旧址所在院落北侧，为一栋二层里院建筑，约建于1913-1914年间，最初属于华人王景盛。1914年3月，日本人松本荣次郎在此开办蓬莱舍旅馆青岛支店。2020年，该楼仿照原图纸修复。

#### 馆陶路21-23号
馆陶路21-23号位于馆陶路19号北侧、馆陶路宁波路路口东南角，为一栋二层里院建筑，具体建造年份不详。

#### 馆陶路25-27号
馆陶路25-27号（亦为宁波路51号）位于馆陶路宁波路路口东北角，为一栋二层商住建筑，建于1910年代，最初属于华人匡柔芬。1915年3月，日本邮船会社青岛出张所在此开业。2020年仿照历史图纸修复。
- 馆陶路19号，2019年
- 馆陶路21-23号，2019年
- 馆陶路25-27号，2019年

#### 青岛取引所旧址
馆陶路22号位于馆陶路宁波路路口西侧，建成于1925年，为中日合资的商品、证券交易机构青岛取引所的所在地。其建筑规模庞大且风格古典，曾是馆陶路一带的地标。该建筑1945年为国民政府所接收，1949年后为解放军海军所有，曾为海军俱乐部，后曾长期闲置。2014年被出租并开始翻修。现处于山东省文物保护单位青岛馆陶路近代建筑的保护范围内。

#### 日本商工会议所旧址
馆陶路24号位于青岛取引所旧址北侧，可能建于1913年（一般资料认为建于1940年），最初为德商爱礼司洋行所在地，后改为青岛日本商工会议所旧址，1949年后为部队医院。现处于山东省文物保护单位青岛馆陶路近代建筑的保护范围内。
1913年地籍图显示改址1910年代时有一栋平面轮廓与现存建筑近似的建筑，属于爱礼司美益洋行（A. Ehlers & Co.），与现存建筑关系尚不可知。
- 第一次日占时期的馆陶路，左侧为日本商工会议所、利康洋行旧址，右侧为今馆陶路27号
- 约1920年代的馆陶路，右侧为齐燕会馆的挡土墙及今馆陶路19号，左侧建筑现已不存在，远处可见利康洋行旧址
- 馆陶路旧明信片，青岛取引所大楼已建成，远处可见日本商工会议所及利康洋行旧址
- 1939年的日本商工会议所

### 广东路-陵县路段

#### 利康洋行青岛分行旧址（丹麦驻青岛领事馆旧址）
馆陶路28号位于馆陶路广东路路口西北角，约建于1913年，最初为德商利康洋行（Sander, Wieler & Co.）驻青分支机构所在地，有说法称其为中国设计师张静芙所设计。该建筑1914年后至1920年代初为青岛总商会会址。1930年代为丹麦公司宝隆洋行所使用。由于宝隆洋行青岛分行经理兼任丹麦驻青岛领事，该建筑因此也成为丹麦驻青岛领事馆馆址。1949年后为国营棉麻供应机构所使用，2000年代曾为青岛市公安局小港派出所所在地，现为一家青年旅舍所使用。现处于山东省文物保护单位青岛馆陶路近代建筑的保护范围内。

#### 大连汽船株式会社青岛支店旧址
馆陶路37号位于馆陶路广东路路口东北角，建于1927-1928年，最初为大连汽船株式会社青岛支店旧址，1945年后为国营招商局青岛分局所在地，1949年后仍为国营航运机构所使用，现为一家旅舍。现处于山东省文物保护单位青岛馆陶路近代建筑的保护范围内。

#### 馆陶路41-43号
馆陶路41号与43号位于大连汽船株式会社青岛支店旧址北侧，建于1912年，为德国商人爱德华·埃尔里希（Eduard Ehrlich）所创办的建筑公司建造的两栋紧邻的公寓建筑，楼高三层，外立面装饰简洁。1922年后曾为胶海关宿舍。2009年3月5日凌晨，两栋建筑失火，造成1死5伤，楼顶烧毁。两栋建筑修复时内外结构有所改变。
- 馆陶路41号、43号旧影
- 馆陶路41号，2019年
- 馆陶路43号，2019年

#### 馆陶路49号
馆陶路49号现为青岛交运公司开设的道路交通博物馆，该楼最初为两栋建于1910年代的建筑（西侧一层，东侧二层），属于德国商人埃尔里希。该楼1949年后曾为山东省汽车运输公司青岛汽车站（馆陶路汽车站）所使用，2009年大规模改造。

#### 馆陶路汽车站
馆陶路36号位于馆陶路北端、馆陶路陵县路路口北侧，为馆陶路汽车站所在地。该地所在地块1914年前为德商美最时洋行（Melchers & Co.）所有，1914年为汤浅商店青岛出张所所有，可能于1950年代改为长途车站。该站现为青岛交运公司所管理。2014年至2015年间，交运公司为进行商业宣传，编造、歪曲历史，称该站“建于1910年，为中国最早长途车站”，并在新闻媒体等处予以大规模宣传，为青岛文史界所驳斥。